# Puuluup
A Puuluup észt nu-folk duó, melyet Ramo Teder és Marko Veisson alapítottak. Hangszereik a hiiu kannel vagy talharpa és a looperek. Ők képviselték Észtországot a 5miinusttal közösen a 2024-es Eurovíziós Dalfesztiválon, Malmőben, a (Nendest) narkootikumidest ei tea me (küll) midagi című dallal.

## Történet
2023. november 6-án az Eesti Rahvusringhääling bejelentette, hogy a formáció a 5miinusttal közösen a résztvevője lesz a 2024-es Eesti Laul nemzeti válogatónak. A (Nendest) narkootikumidest ei tea me (küll) midagi című versenydalukkal megnyerték a február 17-én rendezett döntőt, ahol a nemzetközi zsűri, valamint közönség pontjai alakították ki a végeredményt, így ők képviselhették hazájukat az Eurovíziós Dalfesztiválon. A verseny május 9-én rendezett második elődöntőjéből hatodik helyezettként jutottak tovább a döntőbe, ahol a huszadik helyen végeztek. Érdekesség, hogy ez a dal az Eurovíziós Dalfesztivál történetének leghosszabb című dala.

## Diszkográfia

### Albumok
- Süüta mu lumi (2018)
- Viimane suusataja	(2021)
- Kannatused ehk külakiigel pole stopperit (a 5miinusttal közösen) (2024)

### Kislemezek
- Martafana (2018)
- Kasekesed (2019)
- Käpapuu (2020)
- Mama Can Do (2020)
- Liigutage vastu (2021)
- (Nendest) narkootikumidest ei tea me (küll) midagi (2023, a 5miinusttal közösen)

## Fordítás
- Ez a szócikk részben vagy egészben  a   Puuluup című angol Wikipédia-szócikk fordításán alapul.  Az eredeti cikk szerkesztőit annak laptörténete sorolja fel. Ez a jelzés csupán a megfogalmazás eredetét és a szerzői jogokat jelzi, nem szolgál a cikkben szereplő információk forrásmegjelöléseként.